# Caravela (Guiné-Bissau)
Caravela é um sector da região administrativa de Bolama na Guiné-Bissau com 1.160,3 km2.
É também o nome da maior ilha deste sector, no arquipélago de Bijagós. Localizada a 37 km da costa continental, tem 128 km² e é a ilha mais a norte daquele arquipélago, caracterizando-se por densas florestas, vastos mangais e praias de areia branca.
O aeroporto tem o código ICAO GGCV.

## Ilhas do setor
| Ilha                 | km²        | Hab. (2009) |
| -------------------- | ---------- | ----------- |
| Ilha de Formosa      | 140.3      | 1.873       |
| Ilha de Caravela     | 128        | 907         |
| Ilha de Ponta (Nago) |            | 619         |
| Ilha de Maio         |            | 436         |
| Ilha de Carache      | 80.4       | 428         |
| Total                | a) 1.160,3 | 4.263       |

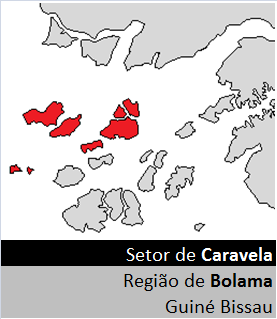
Localização do Setor ,dentro do Arquipélago dos Bijagós

a) Superficie do Sector ,antes da criação do Setor de Uno.

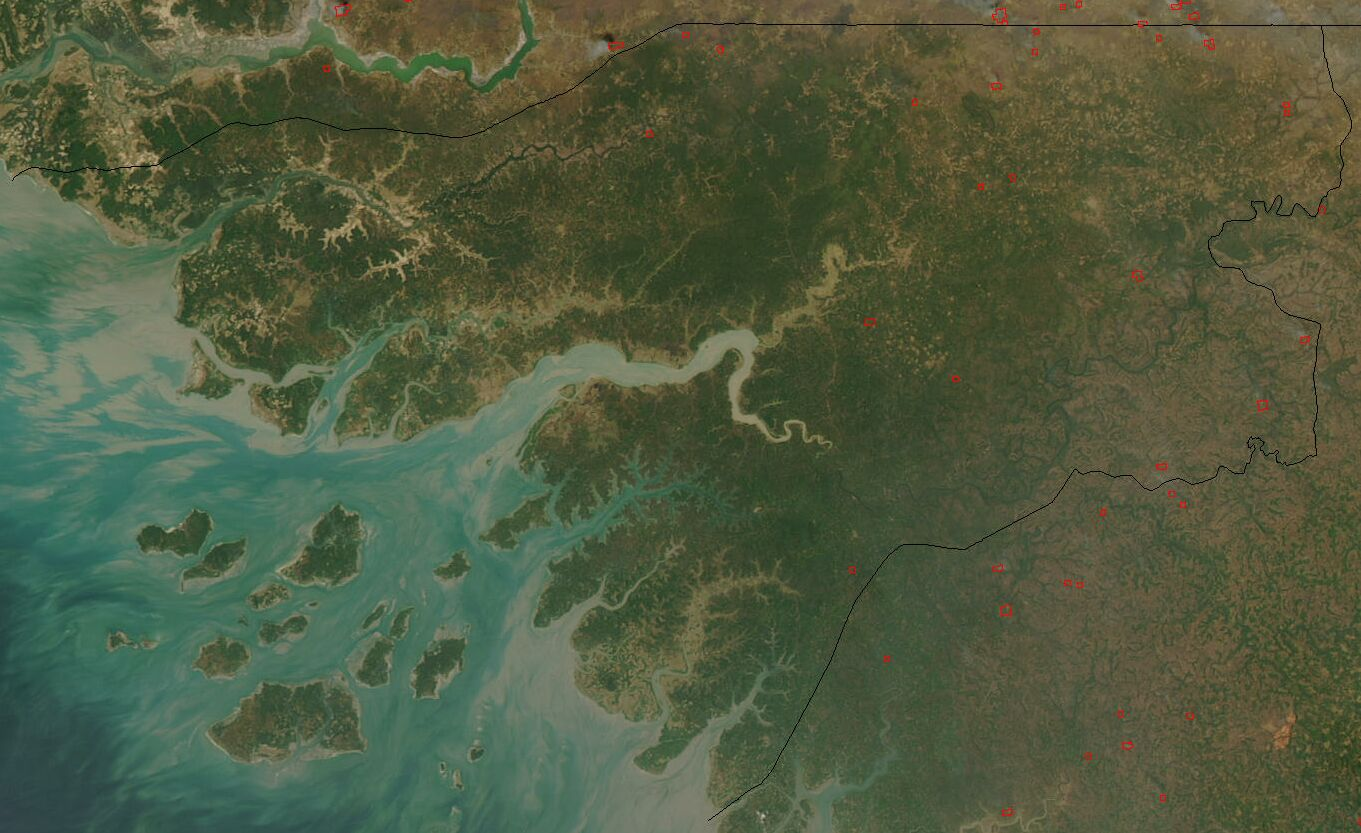
Arquipélago dos Bijagós, frente à foz do rio Geba, na Guiné-Bissau, visto de satélite.

1. http://www.stat-guinebissau.com/publicacao/RGPH_2009.pdf